# Elías Antúnez
Elías Antúnez (Mariano I. Loza, provincia de Corrientes, Argentina, 6 de noviembre de 1907) - Perugorría, ibídem, 19 de abril de 1957) apodado Yacaré, fue un destacado jockey que actuó en  un periodo caracterizado por la presencia de grandes jockeys en la hípica argentina, junto con Irineo Leguisamo, Máximo Acosta, Salvador di Tomaso y Juan Pedro Artigas.

## Actividad profesional
Era hijo de un peón de campo y por sugerencia de Daniel Cardozo, otro destacado jockey, viajó por primera vez a Buenos Aires en 1927. En esta ciudad comenzó su actividad de jockey profesional adquiriendo prestigio y popularidad. Desde 1933 fue ganador en cuatro oportunidades del Gran Premio Polla de Potrancas, dos veces ganó el Gran Premio Polla de Potrillos, tres veces el Gran Premio Jockey Club, tres veces el Gran Premio Nacional, dos veces el Gran Premio Internacional Carlos Pellegrini y nueve veces el Gran Premio de Honor. Ganó 112 carreras en la que también participaba el destacado jockey Irineo Leguisamo y en tres oportunidades encabezó la estadística nacional de este deporte.
En 1939 actuó en la película La mujer y el jockey (Hipódromo), dirigida por José Suárez.
Falleció el 19 de abril de 1957 por cáncer de pie en su estancia en la localidad de Perugorría, en la provincia de Corrientes, Argentina.

## Robo
Cuando estaba retirado le fue saqueada su bóveda con premios de oro y dinero evaluado en 5.000.000 millones de pesos argentinos

## Premios y homenajes
Fue galardonado en 1980 con el diploma al mérito por la Fundación Konex en Deportes.
Una calle de la localidad de Batán, cercana a Mar del Plata, lleva su nombre.
En su homenaje Mario Soto y el bandoneonista Alfredo Attadia compusieron el tango El Yacaré, que fue grabado en 1941 por el cantor Ángel Vargas con la  orquesta de Ángel D'Agostino. Esta versión no incluye la estrofa final del tango y en su lugar repite el estribillo. La parte omitida es la siguiente:
Un artista en las riendas, con coraje de león,
tenés toda la clase que consagra a un campeón.
Dominando la pista con certera visual
el camino del disco vos sabés encontrar.
Las tribunas admiran tu pericia y tesón
y se rinde a tu arte con intensa emoción.
Se enronquecen gargantas en un loco estallar,
cuando a taco y a lonja empezás a cargar.